# Villers-Chemin-et-Mont-lès-Étrelles
Villers-Chemin-et-Mont-lès-Étrelles ist eine Gemeinde im französischen Département Haute-Saône in der Region Bourgogne-Franche-Comté.

## Geographie
Villers-Chemin-et-Mont-lès-Étrelles liegt auf einer Höhe von 251 m über dem Meeresspiegel, sechs Kilometer nordöstlich von Gy und etwa 26 Kilometer nordnordwestlich der Stadt Besançon (Luftlinie). Das Dorf erstreckt sich im Südwesten des Départements, auf dem Plateau am Rand des Saônebeckens, im Quellgebiet der Petite Morte nördlich der Monts de Gy.
Die Fläche des 7,32 km² großen Gemeindegebiets umfasst einen Abschnitt der leicht gewellten Landschaft südöstlich der Saône. Der Hauptteil des Gebietes wird von relativ schwach reliefiertem Gelände eingenommen, das aus tertiären Ablagerungen besteht. Es liegt durchschnittlich auf 240 m und wird überwiegend landwirtschaftlich genutzt. Für die Entwässerung nach Nordwesten sorgt die Petite Morte, die bei Villers-Chemin entspringt. Nach Südosten leitet eine rund 80 m hohe Geländestufe zur Hochfläche der Monts de Gy bei Les Malbuissons über. Diese Höhen sind aus Sedimenten der mittleren und oberen Jurazeit aufgebaut. Mit 377 m wird bei Les Malbuissons die höchste Erhebung von Villers-Chemin-et-Mont-lès-Étrelles erreicht.
Die Gemeinde besteht aus drei Ortsteilen:
- Villers-Chemin (251 m) auf dem Plateau im Quellgebiet der Petite Morte
- Mont-lès-Étrelles (260 m) auf dem Plateau östlich der Petite Morte in direkter Nachbarschaft mit Étrelles
- Les Malbuissons (360 m), Weiler auf dem Hochplateau der Monts de Gy

Nachbargemeinden von Villers-Chemin-et-Mont-lès-Étrelles sind Étrelles-et-la-Montbleuse und Frasne-le-Château im Norden, Oiselay-et-Grachaux im Osten, Velleclaire im Süden sowie Vantoux-et-Longevelle im Westen.

## Geschichte
Funde aus prähistorischer Zeit weisen auf eine sehr frühe Besiedlung des Gemeindegebietes hin. Durch das Gebiet führte auch die Römerstraße von Besançon nach Langres. Im Mittelalter gehörten Villers-Chemin und Mont-lès-Étrelles zur Freigrafschaft Burgund und darin zum Gebiet des Bailliage d’Amont. Im 12. Jahrhundert waren die beiden Dörfer Teil der Baronie Ray, bevor sie im Jahr 1237 an die Herren von Oiselay kamen. Zusammen mit der Franche-Comté gelangten Villers-Chemin und Mont-lès-Étrelles mit dem Frieden von Nimwegen 1678 definitiv an Frankreich. Im Jahr 1806 fusionierten Villers-Chemin und Mont-lès-Étrelles zur Doppelgemeinde Mont-lès-Étrelles-et-Villers-Chemin. Erst 1961 wurde der heutige Gemeindename eingeführt. Heute ist Villers-Chemin-et-Mont-lès-Étrelles Mitglied des 20 Ortschaften umfassenden Gemeindeverbandes Communauté de communes des Monts de Gy.

## Sehenswürdigkeiten
Die Kirche Notre-Dame de la Nativité in Mont-lès-Étrelles wurde 1726 im klassischen Stil neu erbaut. Sie besitzt eine reiche Ausstattung, darunter einen bedeutenden Stuckaltar von 1730 bis 1740 der Gebrüder Marca. Aus dem 17. und 18. Jahrhundert stammt das ehemalige Pfarrhaus.
Ebenfalls in Mont-lès-Étrelles stehen ein Herrschaftssitz mit Türmchen im Renaissancestil sowie ein überdachtes Lavoir aus dem 19. Jahrhundert, das einst als Brunnen, Waschhaus und Viehtränke diente.

## Bevölkerung
| Jahr                       | 1962 | 1968 | 1975 | 1982 | 1990 | 1999 |
| Einwohner                  | 130  | 118  | 96   | 109  | 109  | 113  |
| Quellen: Cassini und INSEE |      |      |      |      |      |      |

Mit 123 Einwohnern (1. Januar 2022) gehört Villers-Chemin-et-Mont-lès-Étrelles zu den kleinsten Gemeinden des Département Haute-Saône. Nachdem die Einwohnerzahl in der ersten Hälfte des 20. Jahrhunderts deutlich abgenommen hatte (1881 wurden noch 277 Personen gezählt), wurden seit Mitte der 1970er Jahre nur noch geringe Schwankungen verzeichnet.

## Wirtschaft und Infrastruktur
Villers-Chemin-et-Mont-lès-Étrelles war bis weit ins 20. Jahrhundert hinein ein vorwiegend durch die Landwirtschaft (Ackerbau, Obstbau und Viehzucht) geprägtes Dorf. Heute gibt es einige Betriebe des lokalen Kleingewerbes, unter anderem im Transportwesen. In den letzten Jahrzehnten hat sich das Dorf zu einer Wohngemeinde gewandelt. Viele Erwerbstätige sind deshalb Wegpendler, die in den größeren Ortschaften der Umgebung ihrer Arbeit nachgehen.
Die Ortschaft ist verkehrstechnisch gut erschlossen. Sie liegt nahe der Hauptstraße D474, die von Gray via Gy nach Vesoul führt. Weitere Straßenverbindungen bestehen mit Oiselay-et-Grachaux und La Chapelle-Saint-Quillain.

## Persönlichkeiten
- Gustave Charmoille (1878–?), Turner